# پایگاه نیروی هوایی پاکستان در کوهات
 پایگاه نیروی هوایی پاکستان در کوهات (به انگلیسی: PAF Base Kohat) یک فرودگاه نظامی با کد یاتا OHT است که یک باند فرود آسفالت دارد و طول باند آن ۲۳۵۲ متر است. این فرودگاه در کشور پاکستان قرار دارد و در ارتفاع ۵۰۳ متری از سطح دریا واقع شده است.